# Hedlund

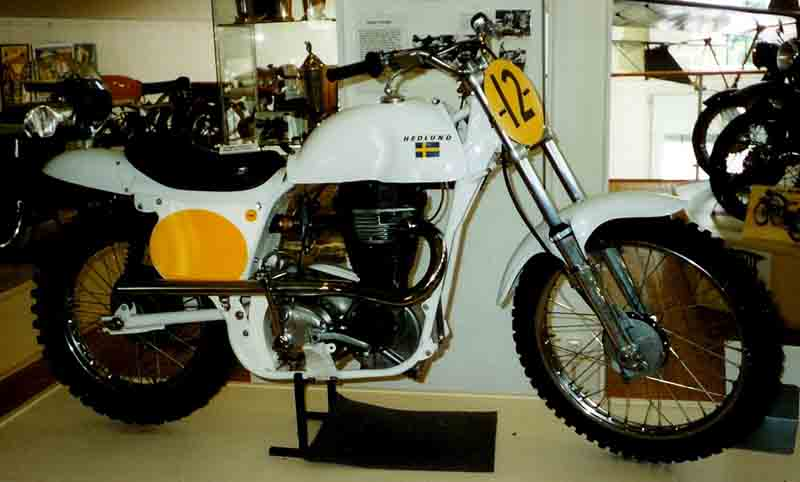
Hedlund crosser uit 1965

Hedlund is een Zweeds merk van inbouwmotoren, die vooral in de motorcross en zijspancross werden gebruikt. Daarnaast maakte het merk ook zelf crossmotoren.
Nils Hedlund was een Zweedse constructeur die in 1955 zijn eigen merk oprichtte. Hij bouwde de Albin-blokken die in veel Zweedse crossers gebruikt werden. Deze Albin-blokken waren gemodificeerde Sturmey-Archer motoren uit de jaren dertig.
Toen hij zelf op kleine schaal crossmotoren met deze blokken ging bouwen deed hij dit eerst onder de merknaam NH, zijn initialen. In 1963 bouwde Hedlund een blok met bovenliggende nokkenas voor de crosser Rolf Tibblin die er in 1964 tweede in het wereldkampioenschap mee werd. In 1979 bouwde Hedlund ook een succesvolle 990 cc V-twin voor zijspancrossers. In 1987 werd het bedrijf gesloten.